# Akjoujt
Akjoujt es una ciudad al oeste de Mauritania. Se localiza geográficamente entre los 19°45′0″N 14°23′00″O / 19.75000, -14.38333. Es la capital del Departamento de Akjoujt y de la región de Inchiri. En la ciudad se desarrolla la industria del oro y el cobre.